# Sápara
Los Zapara son una nación indígena amazónica, ubicada en una zona de los países de Ecuador y Perú. Su población consiste en aproximadamente unas 500 personas y su territorio asciende a 400 mil hectáreas. Su economía se basa en la caza, la pesca y la agricultura. En 2001, la Unesco declaró a la Nación Sápara como una "Obra Maestra de Patrimonio e Inmaterial de la Humanidad".

## Idioma
La lengua sápara está en riesgo de desaparecer y se especula que solo la hablan un máximo de cinco personas. En 2018, para mantener viva la lengua y para hacerla conocer al resto del mundo se realizó el primer Festival Witsaja de la lengua sápara. Hubo unas 30 personas de la nacionalidad sápara y asistieron más de 2.000 personas, en la ciudad de Puyo, capital de la provincia de Pastaza, donde se encuentra la parte ecuatoriana de su territorio. En 2019, al ser el Año Internacional de las Lenguas Indígenas proclamado por la ONU en 2019, se volvió a realizar el festival.

## Cosmovisión
La nación sápara la conforman personas que tienen una relación muy íntima con la naturaleza, conocen la medicina natural y son interpretadores de los sueños. Su dios se llama Piatsau, dios creador del Universo, que mantiene el equilibrio de la vida junto a Tsamarau. Ambos son percibidos como energías.

## Vestimenta
La vestimenta es una parte   muy importante de cultura sápara. No solo se usa para cubrirse sino que tiene propiedades medicinales porque se elabora a partir de la corteza de un árbol, el llanchama, un tipo de higuerón. Para adquirir la materia prima (llanchama roja) se sigue un procedimiento: primero se tumba el árbol, se orina para separar la corteza, se saca la corteza y se sumerge en el agua durante una noche, se golpea con delicadeza, se deja secar y, a partir de ahí, se pueden elaborar las prendas y las artesanías.
Hay dos tipos de llanchama: la roja y la blanca. La roja se puede sacar todo los días y en cualquier época (porque es más fácil de obtener la corteza), pero la blanca es más difícil porque solo se puede extraer la corteza en épocas de luna llena.